# Irlandia na Letnich Igrzyskach Olimpijskich 1928
Irlandię na Letnich Igrzyskach Olimpijskich 1928 reprezentowało 29 zawodników: 28 mężczyzn i jedna kobieta. Był to drugi start reprezentacji Irlandii na letnich igrzyskach olimpijskich. Lekkoatleta Pat O’Callaghan zdobył pierwszy złoty medal olimpijski dla reprezentacji Irlandii.

## Zdobyte medale
| Medal | Zawodnik        | Dyscyplina    | Konkurencja          | Rezultat |
| ----- | --------------- | ------------- | -------------------- | -------- |
| Złoto | Pat O’Callaghan | Lekkoatletyka | rzut młotem mężczyzn | 51,39 m  |

## Skład kadry

### Boks
Mężczyźni
| Zawodnik        | Konkurencja       | Preeliminacje          | Runda 1                | Runda 2            | Półfinał             | Walka o 3. miejsce | Finał            | Finał   |
| Zawodnik        | Konkurencja       | Przeciwnik Wynik       | Przeciwnik Wynik       | Przeciwnik Wynik   | Przeciwnik Wynik     | Przeciwnik Wynik   | Przeciwnik Wynik | Miejsce |
| --------------- | ----------------- | ---------------------- | ---------------------- | ------------------ | -------------------- | ------------------ | ---------------- | ------- |
| Myles McDonagh  | 50,802 kg         |                        | Barend Bril P          | → Nie awansował    | → Nie awansował      | → Nie awansował    | → Nie awansował  | 9.      |
| Frank Traynor   | 53,525 kg         |                        | Fuji Okamoto W         | Carmelo Robledo W  | Vittorio Tamagnini P | Harry Isaacs P     | → Nie awansował  | 4.      |
| George Kelly    | 57,152 kg         | Rasmus Madsen P        | → Nie awansował        | → Nie awansował    | → Nie awansował      | → Nie awansował    | → Nie awansował  | 17.     |
| William O’Shea  | 61,237 kg         | Jorge Díaz Hernández P | → Nie awansował        | → Nie awansował    | → Nie awansował      | → Nie awansował    | → Nie awansował  | 17.     |
| Patrick Lenehan | 66,678 kg         | Arne Sande W           | Raymond Smillie P      | → Nie awansował    | → Nie awansował      | → Nie awansował    | → Nie awansował  | 9.      |
| Jack Chase      | 72,574 kg         |                        | Alfred Wilson W        | Léonard Steyaert P | → Nie awansował      | → Nie awansował    | → Nie awansował  | 5.      |
| William Murphy  | 79,378 kg         |                        | José Montllor Pastor W | Ernst Pistulla P   | → Nie awansował      | → Nie awansował    | → Nie awansował  | 5.      |
| Matt Flanagan   | powyżej 79,378 kg | Arturo Rodríguez P     | → Nie awansował        | → Nie awansował    | → Nie awansował      | → Nie awansował    | → Nie awansował  | 9.      |

### Kolarstwo

#### Kolarstwo szosowe
| Zawodnik      | Konkurencja                    | Czas    | Pozycja |
| ------------- | ------------------------------ | ------- | ------- |
| John Woodcock | jazda indywidualna na czas (m) | 5:32:54 | 44.     |

#### Kolarstwo torowe
Sprint
| Zawodnik        | Konkurencja | Runda 1                         | Repasaże                      | Ćwierćfinały    | Półfinały       | Finał           |
| Zawodnik        | Konkurencja | Time Speed                      | Przeciwnik Czas               | Przeciwnik Czas | Przeciwnik Czas | Przeciwnik Czas |
| --------------- | ----------- | ------------------------------- | ----------------------------- | --------------- | --------------- | --------------- |
| Bertie Donnelly | sprint (m)  | Roger Beaufrand August Schaffer | Jerzy Koszutski Roberts Plūme | → Nie awansował | → Nie awansował | → Nie awansował |

Wyścig na 1 km
| Zawodnik        | Konkurencja      | Czas   | Pozycja |
| --------------- | ---------------- | ------ | ------- |
| Bertie Donnelly | 1 km na czas (m) | 1:19,0 | 10.     |

### Lekkoatletyka
Mężczyźni
Konkurencje biegowe
| Zawodnik         | Konkurencja           | Eliminacje           | Eliminacje           | Ćwierćfinał     | Ćwierćfinał     | Półfinał        | Półfinał        | Finał           | Finał           |
| Zawodnik         | Konkurencja           | Wynik                | Miejsce              | Wynik           | Miejsce         | Wynik           | Miejsce         | Wynik           | Miejsce         |
| ---------------- | --------------------- | -------------------- | -------------------- | --------------- | --------------- | --------------- | --------------- | --------------- | --------------- |
| Denis Cussen     | 100 m                 | b.d                  | 2.                   | b.d             | 6.              | → Nie awansował | → Nie awansował | → Nie awansował | → Nie awansował |
| Donald Cullen    | 200 m                 | b.d                  | 4.                   | → Nie awansował | → Nie awansował | → Nie awansował | → Nie awansował | → Nie awansował | → Nie awansował |
| Sean Lavan       | 200 m                 | b.d                  | 4.                   | → Nie awansował | → Nie awansował | → Nie awansował | → Nie awansował | → Nie awansował | → Nie awansował |
| Sean Lavan       | 400 m                 | b.d                  | 2.                   | b.d             | 4.              | → Nie awansował | → Nie awansował | → Nie awansował | → Nie awansował |
| Norman McEachern | 800 m                 | b.d                  | 3.                   |                 |                 | b.d             | 8.              | → Nie awansował | → Nie awansował |
| Gerry Coughlan   | 800 m                 | b.d                  | 7.                   |                 |                 | → Nie awansował | → Nie awansował | → Nie awansował | → Nie awansował |
| Alister Clark    | 110 m przez płotki    | b.d                  | 4.                   |                 |                 | → Nie awansował | → Nie awansował | → Nie awansował | → Nie awansował |
| Gerry Coughlan   | 3000 m z przeszkodami | → Nie ukończył biegu | → Nie ukończył biegu |                 |                 |                 |                 | → Nie awansował | → Nie awansował |

Konkurencje techniczne
| Zawodnik        | Konkurencja | Kwalifikacje | Kwalifikacje | Finał           | Finał           |
| Zawodnik        | Konkurencja | Wynik        | Miejsce      | Wynik           | Miejsce         |
| --------------- | ----------- | ------------ | ------------ | --------------- | --------------- |
| Paddy Anglim    | skok w dal  | 6,81         | 21.          | → Nie awansował | → Nie awansował |
| Theo Phelan     | trójskok    | 13,73        | 19.          | → Nie awansował | → Nie awansował |
| Pat O’Callaghan | rzut młotem | 47,49        | 3.           | 51,39           | złoto           |

| Zawodnik        | Konkurencje   | Konkurencje                | Wyniki            | Punkty                     |                            |
| --------------- | ------------- | -------------------------- | ----------------- | -------------------------- | -------------------------- |
| Con O’Callaghan | dziesięciobój | bieg 100 m                 | 11,8              | 714,4                      |                            |
| Con O’Callaghan | dziesięciobój | skok w dal                 | 6,28              | 676,6                      |                            |
| Con O’Callaghan | dziesięciobój | pchnięcie kulą             | 11,07             | 573                        |                            |
| Con O’Callaghan | dziesięciobój | skok wzwyż                 | 1,70              | 678                        |                            |
| Con O’Callaghan | dziesięciobój | bieg 400 m                 | 56,2              | 699,20                     |                            |
| Con O’Callaghan | dziesięciobój | bieg na 110 m przez płotki | 17,8              | 734                        |                            |
| Con O’Callaghan | dziesięciobój | rzut dyskiem               | 31,69             | 486,24                     |                            |
| Con O’Callaghan | dziesięciobój | skok o tyczce              | NM                | 0                          |                            |
| Con O’Callaghan | dziesięciobój | rzut oszczepem             | → Nie wystartował | → Nie wystartował          |                            |
| Con O’Callaghan | dziesięciobój | bieg na 1500 m             | → Nie wystartował | → Nie wystartował          |                            |
| Con O’Callaghan | dziesięciobój | Finał                      |                   | → Nie ukończył konkurencji | → Nie ukończył konkurencji |

### Piłka wodna
- Reprezentacja mężczyzn

| - Stan Moore - Norman Judd - Michael O’Connor - Thomas Dockrell - Joseph O’Connor - Patrick McClure - Charles Fagan |

Reprezentacja Irlandii w pierwszej rundzie uległa reprezentacji Belgii 1:11 i ostatecznie została sklasyfikowana na 9. miejscu.

### Pływanie
Mężczyźni
| Zawodnik          | Konkurencja    | Eliminacje | Eliminacje | Półfinał        | Półfinał        | Finał           | Finał           |
| Zawodnik          | Konkurencja    | Czas       | Miejsce    | Czas            | Miejsce         | Czas            | Miejsce         |
| ----------------- | -------------- | ---------- | ---------- | --------------- | --------------- | --------------- | --------------- |
| William Broderick | 400 m dowolnym | b.d        | 4.         | → Nie awansował | → Nie awansował | → Nie awansował | → Nie awansował |

Kobiety
| Zawodnik            | Konkurencja    | Eliminacje | Eliminacje | Półfinał         | Półfinał         | Finał            | Finał            |
| Zawodnik            | Konkurencja    | Czas       | Miejsce    | Czas             | Miejsce          | Czas             | Miejsce          |
| ------------------- | -------------- | ---------- | ---------- | ---------------- | ---------------- | ---------------- | ---------------- |
| Marguerite Dockrell | 100 m dowolnym | 1:31,60    | 3.         | → Nie awansowała | → Nie awansowała | → Nie awansowała | → Nie awansowała |